# Rugby-League-Weltmeisterschaft 2017/Qualifikation
Für die Endrunde der Rugby-League-Weltmeisterschaft 2017, die zwischen Oktober und Dezember in Australien, Neuseeland, und Papua-Neuguinea ausgetragen wurde, waren sieben Teilnehmer automatisch startberechtigt. Für die übrigen sieben Startplätze fanden kontinentale und interkontinentale Qualifikationsturniere statt. Während ursprünglich acht Plätze durch die Qualifikation ermittelt werden sollten, wurden sie um einen reduziert, nachdem 2015 Papua-Neuguinea als zusätzlicher Gastgeber bestimmt worden war.

## Qualifizierte Mannschaften
- Australien *
- England *
- Fidschi *
- Frankreich *
- Libanon (Gewinner des Naher Osten-Afrika-Playoffs)
- Neuseeland *
- Papua-Neuguinea *
- Samoa *
- Schottland *
- Tonga (Gewinner des Asien-Pazifik-Playoffs)
- Vereinigte Staaten (Gewinner des Amerika-Playoffs)
- Wales (Gewinner des Europa-Playoffs)
- Irland (Gewinner des Europa-Playoffs)
- Italien (Gewinner des Europa-Playoffs)

* automatisch startberechtigt

## Amerika
Nord- und Südamerika hatten einen festen Startplatz zu vergeben, der in einem Qualifikationsturnier in Florida ermittelt wurde.
|    | Land               | Spiele | Siege | Unent. | Ndlg. | Spiel- punkte | Diff. | Tabellen- punkte |
| -- | ------------------ | ------ | ----- | ------ | ----- | ------------- | ----- | ---------------- |
| 1. | Vereinigte Staaten | 2      | 2     | 0      | 0     | 54:38         | + 16  | 4                |
| 2. | Jamaika            | 2      | 0     | 1      | 1     | 32:38         | − 6   | 1                |
| 3. | Kanada             | 2      | 0     | 1      | 1     | 42:52         | − 10  | 1                |

| 4. Dezember 2015 | Vereinigte Staaten | 20 : 14 | Jamaika | Hodges Stadium, Jacksonville |
| 4. Dezember 2015 | Bericht            |         |         | Hodges Stadium, Jacksonville |

| 8. Dezember 2015 | Kanada  | 18 : 18 | Jamaika | Spec Martin Stadium, DeLand |
| 8. Dezember 2015 | Bericht |         |         | Spec Martin Stadium, DeLand |

| 12. Dezember 2015 | Vereinigte Staaten | 34 : 24 | Kanada | Hodges Stadium, Jacksonville |
| 12. Dezember 2015 | Bericht            |         |        | Hodges Stadium, Jacksonville |

## Asien-Pazifik
Papua-Neuguinea musste sich als Gastgeber nicht für die Weltmeisterschaft qualifizieren. Diese Region hatte dementsprechend noch einen festen Startplatz zu vergeben, der in einem Einzelspiel zwischen Tonga und den Cookinseln bestimmt wurde.
| 17. Oktober 2015 | Tonga   | 28 : 8 | Cookinseln | Campbelltown Stadium, Campbelltown |
| 17. Oktober 2015 | Bericht |        |            | Campbelltown Stadium, Campbelltown |

## Europa
Europa hatte drei feste Startplätze zu vergeben.

### Runde 1
| 9. Mai 2015 | Lettland | 12 : 32 | Spanien | Upesciema Stadionā, Riga |
| 9. Mai 2015 | Bericht  |         |         | Upesciema Stadionā, Riga |

### Runde 2
European Championship C
|    | Land         | Spiele | Siege | Unent. | Ndlg. | Spiel- punkte | Diff. | Tabellen- punkte |
| -- | ------------ | ------ | ----- | ------ | ----- | ------------- | ----- | ---------------- |
| 1. | Spanien      | 2      | 2     | 0      | 0     | 116:34        | + 82  | 4                |
| 2. | Malta        | 2      | 1     | 0      | 1     | 60:40         | + 20  | 2                |
| 3. | Griechenland | 2      | 0     | 0      | 2     | 4:106         | − 102 | 0                |

| 26. September 2015 | Spanien | 40 : 30 | Malta | Polideportivo Quatre Carreres, Valencia |
| 26. September 2015 | Bericht |         |       | Polideportivo Quatre Carreres, Valencia |

| 10. Oktober 2015 | Malta | 30 : 0 | Griechenland |  |
| 10. Oktober 2015 |       |        |              |  |

- Malta gewann das Spiel durch ein Walkover, weil der griechische Verband die Kosten für die Fahrt nach Malta nicht übernehmen konnte.

| 17. Oktober 2015 | Griechenland | 4 : 76 | Spanien | Athen |
| 17. Oktober 2015 | Bericht      |        |         | Athen |

European Championship B
|    | Land     | Spiele | Siege | Unent. | Ndlg. | Spiel- punkte | Diff. | Tabellen- punkte |
| -- | -------- | ------ | ----- | ------ | ----- | ------------- | ----- | ---------------- |
| 1. | Serbien  | 6      | 5     | 0      | 1     | 196:73        | + 123 | 10               |
| 2. | Russland | 6      | 4     | 0      | 2     | 137:31        | + 106 | 8                |
| 3. | Italien  | 6      | 3     | 0      | 3     | 142:54        | + 88  | 6                |
| 4. | Ukraine  | 6      | 0     | 0      | 6     | 80:256        | − 176 | 0                |

| 17. Mai 2014 | Serbien | 40 : 14 | Ukraine | Stadion FK Železničar, Niš |
| 17. Mai 2014 | Bericht |         |         | Stadion FK Železničar, Niš |

| 24. Mai 2014 | Russland | 24 : 18 | Ukraine | Wereja-Stadion, Wereja |
| 24. Mai 2014 | Bericht  |         |         | Wereja-Stadion, Wereja |

| 21. Juni 2014 | Russland | 20 : 6 | Serbien | Nara-Stadion, Naro-Fominsk |
| 21. Juni 2014 | Bericht  |        |         | Nara-Stadion, Naro-Fominsk |

| 5. Juli 2014 | Italien | 54 : 12 | Ukraine | Stadio comunale di Teglio Veneto, Gemona del Friuli |
| 5. Juli 2014 | Bericht |         |         | Stadio comunale di Teglio Veneto, Gemona del Friuli |

| 26. Juli 2014 | Italien | 22 : 18 | Russland | Stadio comunale di Teglio Veneto, Gemona del Friuli |
| 26. Juli 2014 | Bericht |         |          | Stadio comunale di Teglio Veneto, Gemona del Friuli |

| 10. September 2014 | Serbien | 45 : 6 | Italien | Stadion FK Radnički, Belgrad |
| 10. September 2014 | Bericht |        |         | Stadion FK Radnički, Belgrad |

| 16. Mai 2015 | Serbien | 20 : 15 | Russland | Stadion FK Radnički, Belgrad |
| 16. Mai 2015 | Bericht |         |          | Stadion FK Radnički, Belgrad |

| 20. Juni 2015 | Italien | 14 : 21 | Serbien | Stadio comunale di Teglio Veneto, Gemona del Friuli |
| 20. Juni 2015 | Bericht |         |         | Stadio comunale di Teglio Veneto, Gemona del Friuli |

| 4. Juli 2015 | Ukraine | 20 : 34 | Russland | Stadion FK Radnički, Belgrad* |
| 4. Juli 2015 | Bericht |         |          | Stadion FK Radnički, Belgrad* |

- Das Spiel wurde wegen der anhaltenden Krise in der Ostukraine in Belgrad ausgetragen.

| 18. Juli 2015 | Ukraine | 12 : 40 | Italien | KNU-Stadion, Irpin |
| 18. Juli 2015 | Bericht |         |         | KNU-Stadion, Irpin |

| 12. September 2015 | Russland | 26 : 6 | Italien | Fili-Stadion, Moskau |
| 12. September 2015 | Bericht  |        |         | Fili-Stadion, Moskau |

| 12. September 2015 | Ukraine | 4 : 64 | Serbien | Lokomotiw-Stadion, Tschop |
| 12. September 2015 | Bericht |        |         | Lokomotiw-Stadion, Tschop |

### Runde 3
Gruppe A
|    | Land    | Spiele | Siege | Unent. | Ndlg. | Spiel- punkte | Diff. | Tabellen- punkte |
| -- | ------- | ------ | ----- | ------ | ----- | ------------- | ----- | ---------------- |
| 1. | Wales   | 2      | 2     | 0      | 0     | 70:14         | + 56  | 4                |
| 2. | Italien | 2      | 1     | 0      | 1     | 76:34         | + 42  | 2                |
| 3. | Serbien | 2      | 0     | 0      | 2     | 14:112        | − 98  | 0                |

| 15. Oktober 2016 | Wales   | 50 : 0 | Serbien | Stebonheath Park, Llanelli |
| 15. Oktober 2016 | Bericht |        |         | Stebonheath Park, Llanelli |

| 22. Oktober 2016 | Serbien | 14 : 62 | Italien | Stadion FK Radnički, Belgrad |
| 22. Oktober 2016 | Bericht |         |         | Stadion FK Radnički, Belgrad |

| 29. Oktober 2016 | Italien | 14 : 20 | Wales | Stadio Brianteo, Monza |
| 29. Oktober 2016 | Bericht |         |       | Stadio Brianteo, Monza |

Gruppe B
|    | Land     | Spiele | Siege | Unent. | Ndlg. | Spiel- punkte | Diff. | Tabellen- punkte |
| -- | -------- | ------ | ----- | ------ | ----- | ------------- | ----- | ---------------- |
| 1. | Irland   | 2      | 2     | 0      | 0     | 116:22        | + 94  | 4                |
| 2. | Russland | 2      | 1     | 0      | 1     | 56:76         | − 20  | 2                |
| 3. | Spanien  | 2      | 0     | 0      | 2     | 12:86         | − 74  | 0                |

| 15. Oktober 2016 | Russland | 40 : 6 | Spanien | Fili-Stadion, Moskau |
| 15. Oktober 2016 | Bericht  |        |         | Fili-Stadion, Moskau |

| 22. Oktober 2016 | Spanien | 6 : 46 | Irland | Polideportivo Quatre Carreres, Valencia |
| 22. Oktober 2016 | Bericht |        |        | Polideportivo Quatre Carreres, Valencia |

| 29. Oktober 2016 | Irland  | 70 : 16 | Russland | Carlisle Grounds, Bray |
| 29. Oktober 2016 | Bericht |         |          | Carlisle Grounds, Bray |

### Runde 4
| 4. November 2016 | Italien | 76 : 0 | Russland | Leigh Sports Village, Leigh |
| 4. November 2016 | Bericht |        |          | Leigh Sports Village, Leigh |

## Naher Osten-Afrika
Die Regionen Afrika und Naher Osten hatten einen festen Startplatz zu vergeben, der in einem Doppelspiel zwischen Libanon und Südafrika ermittelt wurde.
| 25. Oktober 2015 | Südafrika | 12 : 40 | Libanon | Bosman Stadium, Brakpan |
| 25. Oktober 2015 | Bericht   |         |         | Bosman Stadium, Brakpan |

| 31. Oktober 2015 | Südafrika | 16 : 50 | Libanon | Bosman Stadium, Brakpan |
| 31. Oktober 2015 | Bericht   |         |         | Bosman Stadium, Brakpan |